# Intermountain CallAir A-9
Pour les articles homonymes, voir A-9.
L'Intermountain CallAir A-9 est un avion agricole monoplace.

## Historique
Dès le rachat de Call Aircraft Company par Intermountain Manufacturing Company en 1962 apparut un nouveau monoplace agricole. Malgré son nom le CallAir A-9 ne conservait de ses prédécesseurs que la voilure, structure bilongeron en bois avec revêtement entoilé à l’exception du bord d’attaque métallique. L’hypersustentation était cependant améliorée. Si l’empennage était pratiquement inchangé, le fuselage avant était entièrement redessiné. Il avait une structure en tubes d’acier avec revêtement entoilé et le poste de pilotage était surélevé, le train d’atterrissage simplifié et équipé de pneus basse pression de plus gros diamètre. L’ensemble était tracté par un moteur 6 cylindres à plat Lycoming O-540 de 235 ch permettant de porter la charge utile à 455 kg (Capacité de la trémie 0,64 m2). La production débuta en 1963 et 120 exemplaires furent construits durant les deux premières années.

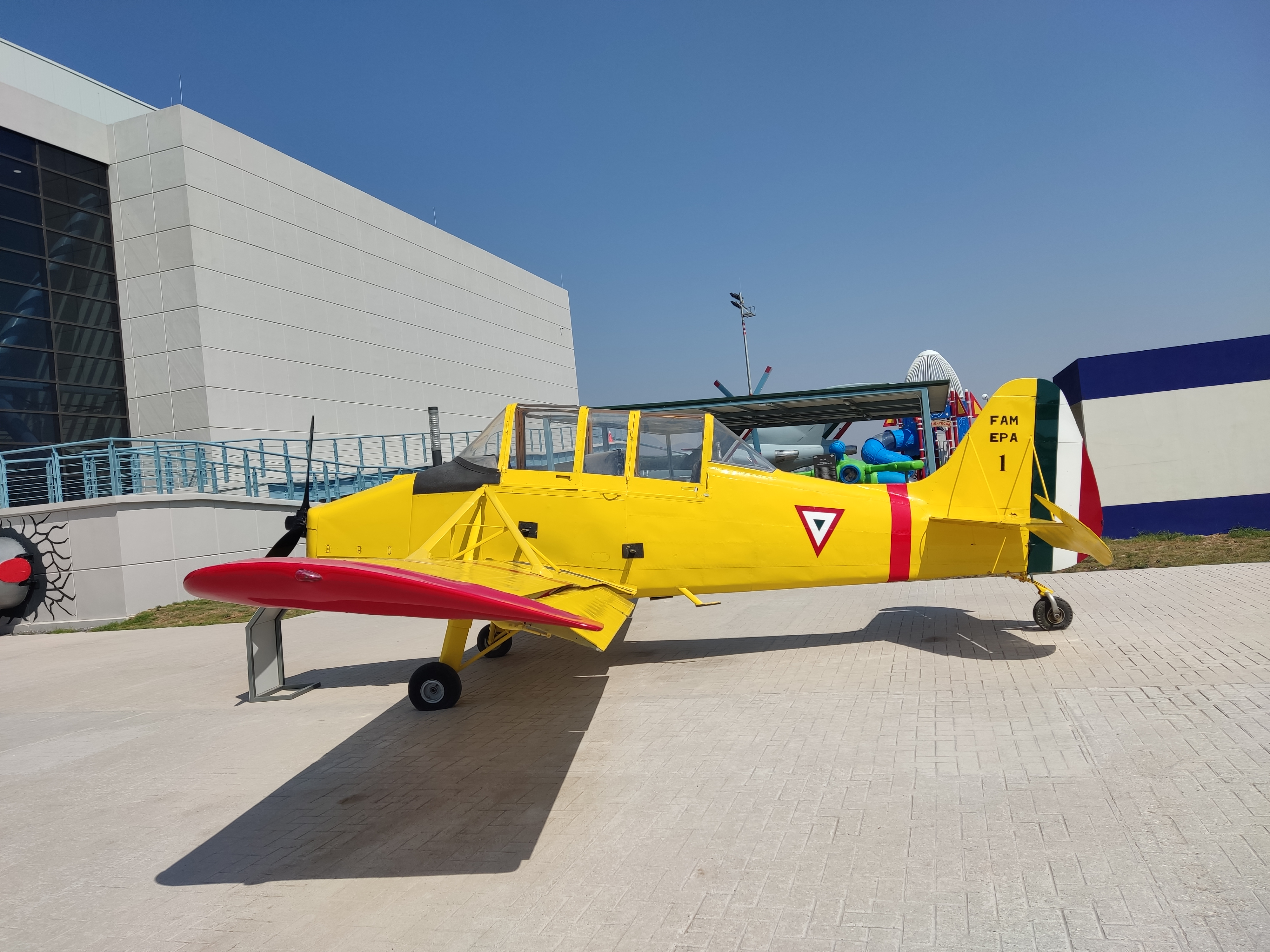
Mexican Air Force AAMSA A9B-M Quail "Naco"

Une version légèrement plus puissante, le CallAir A-9 Super, était proposée avec un moteur Lycoming IO-540 de 290 ch. Avec un moteur en étoile de 400 ch le même avion devenait l'Intermountain CallAir B-1.

## Produit parAero Commanderde 1966 à 1971
En 1966 Intermountain Manufacturing Company fut racheté par Rockwell International et la production du CallAir A-9 se poursuivit jusqu’en 1971 au sein de la division Aviation générale du groupe, Aero Commander Inc.
Le CallAir A-9 devenait Sparrow Commander
Le CallAir A-9 Super devenait Quail Commander

## AAMSA A9B-M Quail
En 1971 Rockwell International (30 %) et la société mexicaine Industrias Unidas SA (70 %) créaient une coentreprise, Aeronautica Agricola Mexicana SA (AAMSA), chargée de construire les avions de travail agricole de la gamme Rockwell. La chaine de montage du CallAir A-9 fut donc transférée à Pasteje, Mexique où seul le Quail Commander continuera à être construit en série jusqu’en 1984. Les avions étaient construits en sous-ensembles à Pasteje mais assemblés avant livraison aux clients nord-américains à Laredo, Texas, par Aircraft Parts & Development Corp, filiale d’AAMSA.